# Iasna Poleana, Bratske
Iasna Poleana (în ucraineană Ясна Поляна) este un sat în comuna Șevcenko din raionul Bratske, regiunea Mîkolaiiv, Ucraina.

## Demografie
Componența lingvistică a localității Iasna Poleana
     Ucraineană (78,1%)
     Română (18,25%)
     Rusă (3,65%)
Conform recensământului din 2001, majoritatea populației localității Iasna Poleana era vorbitoare de ucraineană (78,1%), existând în minoritate și vorbitori de română (18,25%) și rusă (3,65%).